# Nogometni Klub Rijeka 1963-1964
Questa voce raccoglie le informazioni riguardanti il Nogometni Klub Rijeka nelle competizioni ufficiali della stagione 1963-1964.

## Rosa
| N. |                       | Ruolo | Calciatore         |
| -- | --------------------- | ----- | ------------------ |
|    | Jugoslavia (bandiera) | P     | Marijan Jantoljak  |
|    | Jugoslavia (bandiera) | P     | Dragomir Vukićević |
|    | Jugoslavia (bandiera) | P     | Zoran Mišić        |
|    | Jugoslavia (bandiera) |       | Mladen Vranković   |
|    | Jugoslavia (bandiera) |       | Anđelo Milevoj     |
|    | Jugoslavia (bandiera) |       | Petar Radaković    |
|    | Jugoslavia (bandiera) |       | Marijan Brnčić     |
|    | Jugoslavia (bandiera) |       | Ivan Šangulin      |
|    | Jugoslavia (bandiera) |       | Bruno Rabac        |
|    | Jugoslavia (bandiera) |       | Mario Brnjac       |
|    | Jugoslavia (bandiera) |       | Ðorđe Mugoša       |

| N. |                       | Ruolo | Calciatore       |
| -- | --------------------- | ----- | ---------------- |
|    | Jugoslavia (bandiera) |       | Velimir Naumović |
|    | Jugoslavia (bandiera) |       | Nedeljko Vukoje  |
|    | Jugoslavia (bandiera) |       | Vladimir Lukarić |
|    | Jugoslavia (bandiera) |       | Vincenzo Zadel   |
|    | Jugoslavia (bandiera) |       | Bruno Veselica   |
|    | Jugoslavia (bandiera) |       | Ante Gulin       |
|    | Jugoslavia (bandiera) |       | Mile Tomljenović |
|    | Jugoslavia (bandiera) |       | Stevo Adžić      |
|    | Jugoslavia (bandiera) |       | Marijan Berek    |
|    | Jugoslavia (bandiera) |       | Hamza Gec        |
|    | Jugoslavia (bandiera) |       | Jerko Srdelić    |

## Risultati

### Prva Liga

#### Girone di andata
| Zagabria 18 agosto 1963 1ª giornata | Trešnjevka | 1 – 1 | Rijeka |  |

| Fiume 25 agosto 1963 2ª giornata | Rijeka | 0 – 3 | Dinamo Zagabria |  |

| Belgrado 1 settembre 1963 3ª giornata | Stella Rossa | 2 – 1 | Rijeka |  |

| Fiume 8 settembre 1963 4ª giornata | Rijeka | 2 – 4 | Partizan |  |

| Niš 22 settembre 1963 5ª giornata | Radnički Niš | 0 – 1 | Rijeka |  |

| Fiume 29 settembre 1963 6ª giornata | Rijeka | 2 – 2 | OFK Belgrado |  |

| Novi Sad 13 ottobre 1963 7ª giornata | Novi Sad | 0 – 0 | Rijeka |  |

| Fiume 20 ottobre 1963 8ª giornata | Rijeka | 2 – 1 | Vojvodina |  |

| Sarajevo 10 novembre 1963 9ª giornata | Sarajevo | 5 – 2 | Rijeka |  |

| Fiume 17 novembre 1963 10ª giornata | Rijeka | 1 – 1 | Željezničar |  |

| Mostar 24 novembre 1963 11ª giornata | Velež Mostar | 1 – 1 | Rijeka |  |

| Fiume 1 dicembre 1963 12ª giornata | Rijeka | 1 – 1 | Hajduk Spalato |  |

| Skopje 8 dicembre 1963 13ª giornata | Vardar | 0 – 0 | Rijeka |  |

#### Girone di ritorno
| Fiume 1 marzo 1964 14ª giornata | Rijeka | 3 – 0 | Trešnjevka |  |

| Zagabria 8 marzo 1964 15ª giornata | Dinamo Zagabria | 1 – 0 | Rijeka |  |

| Fiume 15 marzo 1964 16ª giornata | Rijeka | 1 – 0 | Stella Rossa |  |

| Belgrado 22 marzo 1964 17ª giornata | Partizan | 0 – 1 | Rijeka |  |

| Fiume 28 marzo 1964 18ª giornata | Rijeka | 1 – 2 | Radnički Niš |  |

| Belgrado 5 aprile 1964 19ª giornata | OFK Belgrado | 2 – 2 | Rijeka |  |

| Fiume 12 aprile 1964 20ª giornata | Rijeka | 6 – 0 | Novi Sad |  |

| Novi Sad 19 aprile 1964 21ª giornata | Vojvodina | 4 – 0 | Rijeka |  |

| Fiume 26 aprile 1964 22ª giornata | Rijeka | 2 – 4 | Sarajevo |  |

| Sarajevo 3 maggio 1964 23ª giornata | Željezničar | 2 – 2 | Rijeka |  |

| Fiume 31 maggio 1964 24ª giornata | Rijeka | 4 – 2 | Velež Mostar |  |

| Spalato 7 giugno 1964 25ª giornata | Hajduk Spalato | 3 – 0 | Rijeka |  |

| Fiume 14 giugno 1964 26ª giornata | Rijeka | 1 – 1 | Vardar |  |